# 併蹠骨

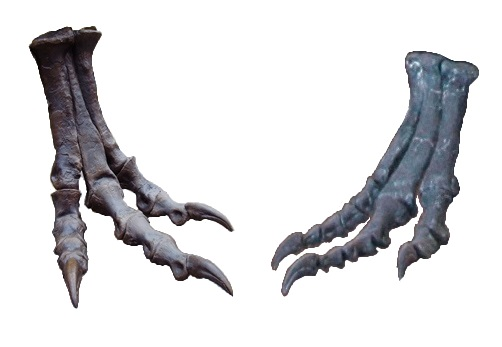
君王暴龙（左）和異特龍（右）均有併蹠骨的特徵

併蹠骨（英語：arctometatarsal）或称夹跖，是指動物的蹠骨近端被癒合在一起。這一特徵是高度非同源而相似的（homoplastic），在許多適於奔跑的恐龍中都能發現（如暴龍科、似鳥龍科和傷齒龍科）。這一結構可以使力量有效傳遞至蹠骨處。